# Дивізор (алгебрична геометрія)
В алгебраїчній геометрії дивізори є узагальненням підмноговидів деякого алгебричного многовиду корозмірності 1. Існують два різних таких узагальнення — дивізори Вейля і дивізори Картьє (названі на честь Андре Вейля і П'єра Картьє), ці поняття еквівалентні в разі многовидів (або схем) без особливих точок.

## Дивізори Вейля

### Визначення
Дивізор Вейля на алгебричному многовиді {\displaystyle X} (або, загальніше, на нетеровій схемі) — це скінченна лінійна комбінація {\displaystyle {\sum _{i}n_{i}[Z_{i}]}}, де {\displaystyle [Z_{i}]} — незвідні замкнуті підмножини {\displaystyle X}, а {\displaystyle n_{i}} — цілі коефіцієнти. Очевидно, що дивізори Вейля утворюють абелеву групу відносно додавання; цю групу позначають {\displaystyle \mathrm {Weil} \,X}. Дивізор вигляду {\displaystyle [Z]} називають простим, а дивізор, для якого всі коефіцієнти {\displaystyle n_{i}} невід'ємні — ефективним.

### Група класів дивізорів
Припустимо, що схема {\displaystyle X} є цілою, віддільною, і регулярною в корозмірності 1 (зокрема, ці властивості виконуються для гладких алгебричних многовидів). Регулярність у корозмірності 1 означає, що локальне кільце загальної точки будь-якої незвідної замкнутої підмножини корозмірності 1 регулярне (і нетерове, оскільки є локалізацією нетерового кільця), а отже, є кільцем дискретного нормування. Будь-яка раціональна функція на {\displaystyle X} (елемент поля часток кільця регулярних функцій {\displaystyle K[X]}) має деяку норму в цьому кільці. Якщо норма раціональної функції більша від нуля для деякої незвідної підмножини {\displaystyle Y}, то кажуть, що раціональна функція має нуль на {\displaystyle Y}, а якщо менша від нуля — має полюс. З нетеровості схеми виводиться, що норма раціональної функції не дорівнює нулю лише для скінченного числа незвідних підмножин, отже кожній раціональній функції зіставляється дивізор, який позначають {\displaystyle (f)}. Дивізори, які можна так отримати, називають головними.
Оскільки {\displaystyle (fg)=(f)+(g)}, головні дивізори утворюють підгрупу у {\displaystyle \mathrm {Weil} \,X}. Фактор-групу за підгрупою головних дивізорів називають групою класів дивізорів і позначають {\displaystyle \mathrm {Cl} \,X}. Група класів дивізорів сама є цікавим інваріантом схеми (тривіальність групи класів афінної схеми {\displaystyle \mathrm {Spec} A} є критерієм факторіальності кільця {\displaystyle A} за умови, що {\displaystyle A} нетерівське і цілозамкнуте), а також, у деяких випадках, дозволяє класифікувати всі одновимірні розшарування над даною схемою.

### Дивізори Вейля і лінійні розшаровання
Нехай {\displaystyle {\mathcal {L}}} — лінійне розшарування над (цілою, нетерівською, регулярною в корозмірності 1) схемою {\displaystyle X}; йому відповідає пучок перетинів, локально ізоморфний кільцю регулярних функцій на {\displaystyle X}. Використовуючи ці ізоморфізми, будь-якому раціональному перетину {\displaystyle s} даного пучка (тобто перетину над деякою відкритою щільною підмножиною) можна зіставити дивізор його нулів і полюсів, що позначається {\displaystyle \mathrm {div} \,s}. Два різних раціональних перетини відрізняються множенням на раціональну функцію, тому це зіставлення визначає коректно задане відображення з групи Пікара в групу класів дивізорів: {\displaystyle \mathrm {div} :\mathrm {Pic} \,X\to \mathrm {Cl} \,X}. Можна перевірити також, що це відображення є гомоморфізмом (тензорному добутку розшарувань відповідає сума дивізорів), в разі нормальності схеми воно ін'єктивне, а в разі локальної факторіальності схеми — сюр'єктивне. Зокрема, всі ці умови виконуються для гладких алгебричних многовидів, що дає класифікацію лінійних розшарувань над ними з точністю до ізоморфізму. Наприклад, усі одновимірні розшарування над афінною локально факторіальною схемою тривіальні, оскільки тривіальна її група класів дивізорів.

## Дивізори Картьє
Для роботи з довільними схемами, що мають особливі точки, часто виявляється зручнішим інше узагальнення поняття підмноговиду корозмірності 1. Нехай {\displaystyle U_{i}} — деяке покриття схеми {\displaystyle X} афінними схемами, а {\displaystyle f_{i}} — сімейство раціональних функцій на відповідних {\displaystyle U_{i}} (в цьому випадку під раціональною функцією мають на увазі елемент повного кільця). Якщо ці функції узгоджені, в тому сенсі що {\displaystyle f_{i}} і {\displaystyle f_{j}} на {\displaystyle U_{i}\cap U_{j}} відрізняються множенням на оборотну регулярну функцію, то дане сімейство задає дивізор Картьє.
Точніше, нехай {\displaystyle K(U)} — повне кільце часток кільця регулярних функцій {\displaystyle {\mathcal {O}}_{X}(U)} (де {\displaystyle U} — довільна афінна відкрита підмножина). Оскільки афінні підмножини утворюють базу топології {\displaystyle X}, всі {\displaystyle K(U)} однозначно визначають передпучок на {\displaystyle X}, відповідний йому пучок позначають {\displaystyle {\mathcal {K}}_{X}^{*}}. Дивізором Картьє називають глобальний перетин факторпучка {\displaystyle {\mathcal {K}}_{X}^{*}/{\mathcal {O}}_{X}^{*}}, де {\displaystyle {\mathcal {O}}_{X}^{*}} — пучок оборотних регулярних функцій. Є точна послідовність {\displaystyle 0\to {\mathcal {O}}_{X}^{*}\to {\mathcal {K}}_{X}^{*}\to {\mathcal {K}}_{X}^{*}/{\mathcal {O}}_{X}^{*}\to 0}, застосувавши до неї точний зліва функтор глобальних перетинів, отримаємо точну послідовність {\displaystyle 0\to \Gamma (X,{\mathcal {O}}_{X}^{*})\to \Gamma (X,{\mathcal {K}}_{X}^{*})\to \Gamma (X,{\mathcal {K}}_{X}^{*}/{\mathcal {O}}_{X}^{*})\to H^{1}(X,{\mathcal {O}}_{X}^{*})}. Дивізори Картьє, що лежать в образі відображення з {\displaystyle \Gamma (X,{\mathcal {K}}_{X}^{*})}, називають головними.
Існує природний гомоморфізм з групи дивізорів Картьє (групова операція відповідає множенню функцій) в групу дивізорів Вейля; якщо {\displaystyle X} — ціла відокремлена нетерова схема, всі локальні кільця якої факторіальні, це відображення є ізоморфізмом. У разі ж, коли умова локальної факторіальності не виконується, дивізори Картьє відповідають локально головним дивізорам Вейля (дивізорам, які в околі кожної точки задаються як нулі деякої раціональної функції). Приклад дивізора Вейля, що не є дивізором Картьє — пряма в квадратичному конусі {\displaystyle \mathbb {R} [x,y,z]/(x^{2}+y^{2}-z^{2})}, що проходить через його вершину.
Дивізору Картьє, як і дивізору Вейля, можна зіставити лінійне розшарування (або, еквівалентно, оборотний пучок). Відображення з факторгрупи дивізорів Картьє за підгрупою головних дивізорів у групу Пікара є ін'єктивним гомоморфізмом, а в разі проєктивних або цілих схем — сюр'єктивним.

### Ефективні дивізори Картьє
Дивізор Картьє називають ефективним, якщо всі функції {\displaystyle f_{i}}, що задають його, регулярні на відповідних множинах {\displaystyle U_{i}}. У цьому випадку відповідний дивізору оборотний пучок є пучком ідеалів, тобто пучком функцій, які занулюються на деякій замкнутій підсхемі. І навпаки, ця замкнута підсхема однозначно визначає ефективний дивізор, тому ефективні дивізори Картьє на {\displaystyle X} можна визначити як замкнуті підсхеми {\displaystyle X}, які локально можна задати як множину нулів однієї функції, що не є дільником нуля. На цілій відокремленій нетеровій схемі, локальні кільця якої факторіальні, ефективні дивізори Картьє відповідають точно ефективним дивізорам Вейля.